# Flubber
Flubber este un film american de comedie din 1997, remake al filmului The Absent-Minded Professor (1961), regizat de Les Mayfield. Filmul a fost produs de Walt Disney Pictures iar din distribuție fac parte Robin Williams, Marcia Gay Harden, Christopher McDonald, Ted Levine, Raymond J. Barry și Clancy Brown. Deși filmul a primit recenzii nesatisfăcătoare, a avut încasări bune; de două ori mai mult decât bugetul alocat. A fost lansat pe VHS la 29 septembrie 1998 și pe DVD în anul 2000.

## Distribuție
- Robin Williams - Profesor Philip Brainard
- Marcia Gay Harden - Sara Jean Reynolds
- Jodi Benson - vocea lui Weebo
- Christopher McDonald - Wilson Croft
- Ted Levine - Wesson
- Clancy Brown - Smith
- Scott Martin Gershin & Frank Welker - vocea lui Flubber
- Raymond J. Barry - Chester Hoenicker
- Wil Wheaton - Bennett Hoenicker
- Edie McClurg - Martha George
- Leslie Stefanson - Sylvia (holograma lui Weebo)
- Julie Morrison - vocea lui Weebette
- Scott Michael Campbell - Dale

## Legături externe
- Site web oficial
- Flubber la Internet Movie Database
- Flubber la Allmovie
- Flubber la Rotten Tomatoes
- Flubber la Box Office Mojo

1. 1 2   https://www.filmaffinity.com/en/film588293.html, accesat în 3 mai 2016 Lipsește sau este vid: |title= (ajutor)
2. ↑   http://www.metacritic.com/movie/flubber, accesat în 3 mai 2016 Lipsește sau este vid: |title= (ajutor)
3. 1 2   http://www.imdb.com/title/tt0119137/, accesat în 3 mai 2016 Lipsește sau este vid: |title= (ajutor)